# Интонация (музыка)
Интона́ция (позднелат. intonatio как термин теории музыки — «пение в <церковном> тоне» или «настройка на <церковный> тон») — многозначный музыкальный термин. 

## Значения термина (краткая характеристика)
Выделяются три основных значения термина:
1. В традиционном богослужебном пении католиков «интонацей» (лат. intonatio букв. «исполнение в тоне») называется распев псалма и псалмоподобных библейских песней по мелодии-модели (мелодической формуле), а также сама эта модель, псалмовый тон[1]. Первые свидетельства такого словоупотребления восходят к XIII—XIV векам. Например, у Уолтера Одингтона («Сумма теории музыки», не позже 1316 г.): «Интонация — это простой распев псалмов, приспособленный к антифонам»[2]. У Якоба Льежского («Зеркало музыки», 1330): «Псалмодическая интонация — это такое правило тона или такое правило послепсалмового стиха „Saeculorum“, которое учитывает начало, середину и конец»[3]. Первоначально термин intonatio относился только к формульному зачину псалмового тона (начальной мелодической формуле), а затем слово было перенесено на весь псалмовый тон.
2. В григорианике (cantus planus), в распевах многих литургических жанров интонация — исполняемая солистом («запевалой», оригинальный термин praecentor) начальная мелодическая фраза, подхватываемая далее хором (например, в частях ординария мессы Credo, Gloria, в многоголосных обработках магнификата, Benedictus и т. п.);
3. Ключевое понятие учения Б.В. Асафьева. Для теории интонации Асафьева (в публикациях 1930-47 гг.) характерно сочетание аналитических приёмов, присущих «обычной» теории музыки (преимущественно по части музыкальной формы; соответствующая практическая дисциплина в советские времена расплывчато именовалась "анализом музыкальных произведений"), с методами социологии и культурологии, окрашенными в «идеологические тона» современных общественно-политических реалий. Отсюда интонация рассматривалась Асафьевым на широком социокультурном фоне как специфически музыкальное проявление исторически изменчивой и общественно детерминированной деятельности индивида. В своей книге «Музыкальная форма как процесс» Асафьев метафорически описывал интонацию многими способами, в том числе как «состояние тонового напряжения», как «качество осмысленного произношения» и т.п. Притом что научного определения интонации Асафьев не дал[4], он тем не менее определял все важнейшие категории музыки и саму музыку через интонацию. Так, лад по Асафьеву — это «интонационная, в общественном сознании коренящаяся совокупность мелодико-гармонических связей», музыкальное произведение — это «форма социального обнаружения музыки в процессе интонирования» и, наконец, музыка — это «искусство интонируемого смысла». Асафьевскую социокультурную теорию интонации развивал советский музыковед А.Н. Сохор, предложивший «самое широкое» (как он полагал) её толкование; интонация по Сохору — это «высотная организация музыкальных звуков (тонов) в их последовательности»[5]. Интонационная теория Асафьева была чрезвычайно популярна в СССР в послевоенное время. Её рецепция (не столь всеобщая, как в советские годы) отмечается и на постсоветском пространстве, например, в трудах Т.В.Чередниченко, В.В.Медушевского, Т.В.Цареградской и др.

Термин «интонация» следует отличать от термина «интонирование», который применяется в практике музыкального исполнительства в смысле верного «попадания в тон», нефальшивого пения или игры на музыкальном инструменте (особенно на инструменте с нефиксированной высотой тона).

## Интонационное своеобразие музыкального фольклора в понимании советской музыковедческой традиции
У каждого народа свои традиции, стилевые особенности, соответствующие их культуре, образу жизни. Своеобразие обычаев и обрядов, верований и быта, языка и нравов, а также происхождения народов, делает фольклор этих людей необычным, и интонационно разнообразным.
Интонационное наследия разных народов это свои традиции, культурные и духовные процессы в обществе, имеющие признаки национальной принадлежности. Сохранение этих духовно-культурных достижений и традиций, которые накапливались на протяжении многих веков, является одной из самых важных задач Российского и Мирового музыкального образования.

### Интонационное своеобразие славянской народной музыки
Интонационное своеобразие славянской народной музыки раскрывается в труде А. Эльшековой «Славянская народная музыка». Автор утверждает, что, изучая этот вопрос «Важно исследовать культуру, образ жизни, язык, этнографию, историю народа, поскольку без этого невозможно получить ясную картину музыкального мышления славян».
«Мелодии ранних славянских народных песен, связанные с крестьянским и пастушеским бытом, основаны на различных видах тетрахордов, в более поздних видах – преобладают мажорные и минорные тетрахорды. Мелодия песен обычно одноголосна.
В 13 в. появились так называемые разбойничьи песни. Разбойниками называли борцов за права народа. Мелодии строились на секундовых, терцовых, реже квартовых интонация, удобных для исполнения. Ритм находился в прямой зависимости от характера исполнения. Песни имели лирический, драматический, сатирический и другие характеры. Диапазон мелодии в пределах октавы.
С 14 в. появляются духовные народные песни, лирико-драматического характера. Мелодия плавная, спокойная, умиротворённая. Строение мелодии символично. Преобладание поступенного движения символизировало покаяние, спокойствие души. Движение вверх как общение с Богом, вниз – с дьяволом.
В зависимости от обряда или обычая мелодия носила разнообразный характер: хвалебный, прославляющий, лирический. Если разбойничьи песни были связаны с бытом и культурой народа, то духовные с религией и верой.
В 16 в. появляются исторические песни разнообразные по содержанию, мелодике и характерам. В 18 в. – песни крестьян, участвовавших в антифеодальных восстаниях. Начальной формой профессиональной музыки было славянское духовное пение, а также латинское пение. В 15-16 вв. в славянскую народную музыку проникает многоголосная, культовая и инструментальная музыка.
Под влиянием эпохи барокко в 17 в. мелодия меняется. Она становится интонационно богаче, ритмически свободнее, более виртуозна» 
К интонационному своеобразию славянских народов относятся:
- одноголосная, а позже многоголосная мелодия. Интонационная основа: – поступенное, плавное, широкое движение. Многообразие характеров и образов;
- символизм песенного творчества. Мелодия словно рисует бескрайность полей, красоту лугов, лесов, рек;
- ритмическое своеобразие и виртуозность исполнения;
- многообразие жанров – обрядовых, трудовых, похоронных причитаний, детских песен и прочих;
- и главное духовное наследие.[7]

### Интонационное своеобразие русской народной музыки
Истоки русской музыки восходят в культуре и быту славянских племён, населявших территорию Древней Руси до образования первого русского государства – Киевская Русь. Языческие обряды славян включали заклинания, пения, игру на музыкальных инструментах. Следы славянских верований сохранились в календарно-обрядовых и семейно-обрядовых песнях. Первые были связаны с циклом сельскохозяйственных работ, а вторые с плачами, причитаниями, песнями обрядового характера.
В 14-15 веках складывается Московская Русь. В мелодиях этого периода сливались два контрастных начала:
- чёткая поступенность мелодии,
- завершённость формы,
- ведущая интонация – необыкновенная текучесть мелодии.

Развитие мелодии основано на противопоставлении тоники и квинты, в связи, с чем и фразы напева, и заключённые в них попевки находятся как бы в вопросно-ответном соотношении. Интонации «ответа» связаны с тем или иным показом тоники, «вопроса» – квинты.
«Своеобразием является и зеркальность строения напева: первая фраза представляет собой ответ-вопрос, вторая – вопрос-ответ. Интонация вопроса, охватывая конец первой фразы и начало второй, сглаживает их грани, не даёт мелодии застыть на возможном кадансе, и она развивается дальше, стремясь привести неустойчивую попевку к тонике, к ответу.
Но при всей своей лёгкой членимости мелодии на отдельные попевки, она, благодаря их вопросно-ответному соотношению, звучит на одном дыхании».
К интонационному своеобразию русской песни относятся:
- мелодия плавная, поступенная, текучая, состоящая из отдельных разных по длине мотивов. Оригинальное строение мелодии как вопрос-ответ;
- форма чёткая, завершённая;
- жанры разнообразные: обрядовые, трудовые, свадебные, похоронные, военные и так далее;
- многообразие образов, символов, характеров.[7]

### Интонационное своеобразие болгарской народной музыки
Интонационное своеобразие болгарских народов описывается в труде Н. Кауфмана «Общие черты народных песен болгар и восточных славян». Автор считает, что болгарский народ в силу своего местоположения (он находится на перекрёстке трёх континентов) и своей исторической судьбы (два века греческого ига и пять веков турецкого рабства) создал народную музыку, которая при первом поверхностном прослушивании близка музыке Востока.
Различные обряды и праздники сопровождались соответствующими обычаями и песнями. Некоторые из них ведут своё начало от языческих времён, и можно предполагать, что они существовали ещё у славян.
По способу исполнения и месту положению в жизни населения существенных различий между болгарскими и славянскими песнями нет.
Но болгарским мелодиям присуще следующие черты:
- это короткие мелодии с узким диапазоном, чаще всего квинтовым. Иногда мелодия звучит незавершённо – тоника в конце не фиксирована;
- аналогичные славянским болгарские мотивы имели плавное поступенное и реже скачкообразное движение. Художественные средства также схожи: рисуют картины природы, местные обычаи, придания и так далее;
- ритмическое своеобразие придаёт песням оригинальный колорит.[7]

«Своеобразие болгарской народной музыки также придаёт нисходящий звукоряд (квинтовый или квартовый). Окончание одной попевки является началом нового мотива, звучащего вне основной попевки. По длительности болгарские песни не уступают славянским, и те и другие могут состоять как из одной или нескольких фраз, повторяющихся или нет»
Особый колорит и интонационное своеобразие песням придают:
- своеобразие болгарских обрядов и обычаев чем-то схожих со славянскими, но схожими оказываются только отдельные элементы, а не весь обычай;
- исполнения песен двухголосное, мелодии украшены орнаментами и своеобразными кадансами (чаще всего не устойчивыми, требующими продолжения);
- варьирование не только стихотворных строф (как у славян), но и мелодии;
- ритмическое своеобразие и вариационность мелодий;
- своеобразие звукоряда и лада, отличного от славян.[7]